# Heike Beier
Heike Beier (* 9. Dezember 1983 in Berlin) ist eine ehemalige deutsche Volleyball-Nationalspielerin.

## Karriere
Heike Beier begann ihre Laufbahn im Nachwuchs des Dresdner SC. 1994 wechselte sie zum VC Olympia Pirna, wo sie über viele Jahre spielte. Sie gewann mehrere deutsche Meistertitel der Junioren. Während der Saison 2000/01 war sie beim VC Olympia Berlin aktiv.
Ab 2001 spielte sie für die Frauenmannschaft des Dresdner SC und gewann gleich in ihrer ersten Spielzeit dort den DVV-Pokal und den deutschen Vizemeistertitel. Erst fünf Jahre später gewann sie ihren nächsten Titel, den deutschen Meistertitel 2007. Der Gewinn der Meisterschaft berechtigte den DSC zur Teilnahme am Challenge Cup, wo die Mannschaft um Corina Ssuschke den dritten Platz erreichte.
Mit der deutschen Juniorenauswahl hat Heike Beier zwischen 2000 und 2002 an drei Europameisterschaften teilgenommen und dabei die Plätze fünf, sechs und neun belegt. 2006/07 feierte sie ihr Debüt in der A-Nationalmannschaft unter dem neuen Bundestrainer Giovanni Guidetti. Im Sommer 2007 gewann sie mit der Frauen-Nationalmannschaft die europäische Grand-Prix-Qualifikation und belegte bei der EM in Belgien und Luxemburg den sechsten Platz.
2008 wechselte Heike Beier in die italienische Serie A2 zu Rebecchi Lupa Piacenza. Ein Jahr später schaffte sie mit ihrem neuen Team den Aufstieg in die Serie A1. 2010 ging Heike Beier zum russischen Verein Leningradka Sankt Petersburg, kehrte aber bereits im Januar 2011 zu Rebecchi Lupa Piacenza zurück. In der Saison 2011/12 spielte sie beim italienischen Zweitligisten Giaveno, mit dem sie in die Serie A1 aufstieg. 2012/13 spielte sie beim Ligakonkurrenten Pomì Casalmaggiore. 2013 belegte sie mit der Nationalmannschaft Platz eins in der Europaliga und wurde Vizeeuropameister. Danach wechselte sie in die polnische Liga zu Aluprof Bielsko-Biała und 2015 zum Ligakonkurrenten Budowlani Łódź. 2017 beendete Beier ihre Karriere.

## Privates
Beier lebt mit Freund und Tochter in Dresden, hat Sportwissenschaften studiert und arbeitet mittlerweile im eigenen Studio als Personal Trainer.